# Rimfaxe (glaciär i Grönland)
Rimfaxe är en glaciär i Grönland (Kungariket Danmark).   Den ligger i kommunen Sermersooq, i den södra delen av Grönland, 500 km öster om huvudstaden Nuuk. Rimfaxe ligger 792 meter över havet.
Terrängen runt Rimfaxe är bergig österut, men västerut är den kuperad.  Trakten runt Rimfaxe är nära nog obefolkad, med mindre än två invånare per kvadratkilometer. Det finns inga samhällen i närheten. Trakten runt Rimfaxe är permanent täckt av is och snö.